# Vicenza
Vicenza (tiếng Ý: [viˈtʃɛntsa] ⓘ; tiếng Veneto: Vicensa [viˈtʃeŋsa]) là một thành phố nằm tại tỉnh Vicenza ở vùng Veneto, đông bắc Ý. Vicenza nằm bên bờ sông Bacchiglione và là thủ phủ tỉnh Vicenza. Thành phố nằm về phía tây Venezia khoảng khoảng 60 km và về phía đông của Milano 200 km.
Đây là một thành phố thịnh vượng và đa văn hóa, với một lịch sử và văn hóa phong phú, là nơi có nhiều bảo tàng, phòng trưng bày nghệ thuật, quảng trường, dinh thự, nhà thờ, cung điện thời Phục Hưng. Cùng với Các biệt thự do Palladio thiết kế ở Veneto nằm ở xung quanh nhà hát Olympic nổi tiếng của ông, thì "thành phố của Palladio" đã được UNESCO công nhận là Di sản thế giới từ năm 1994.
Tính đến tháng 12 năm 2008, thành phố có dân số là 115.927 người và dân số toàn vùng đô thị là 270.000 người.
Vicenza là trung tâm công nghiệp lớn thứ ba của Ý về giá trị xuất khẩu, và là một trong những thành phố giàu có nhất của Ý, phần lớn là nhờ vào ngành dệt may sử dụng hàng chục ngàn người. Ngoài ra, một phần năm lượng vàng và trang sức của đất nước làm tại Vicenza, đóng góp rất lớn vào kinh tế của thành phố. Một lĩnh vực quan trọng khác là sản xuất linh kiện và kỹ thuật máy tính. Vicenza chính là quê hương của nhà đồng phát minh ra bộ vi xử lý máy tính, Federico Faggin.

## Lịch sử
Vicenza từng được định cư bởi nhóm bộ tộc Euganei và sau đó là Paleo-Veneti trong thế kỷ thứ 3 và 2 TCN. Người La Mã đã liên minh với Paleo-Veneti chống lại các bộ lạc người Celt sinh sống ở phía tây bắc Ý. Sự hiện diện của người La Mã tăng dần theo thời gian và những người Paleo-Veneti (có nền văn hóa Etruscan và Hy Lạp) dần bị đồng hóa. Vào năm 157 TCN, thành phố là một trung tâm La Mã trên thực tế với tên gọi là Vicetia hoặc Vincentia, nghĩa là "chiến thắng".
Những người Vicetia nhận được quyền công dân La Mã. Nó được biết đến với nền nông nghiệp, những công trình gạch, mỏ đá cẩm thạch và ngành công nghiệp len có tầm quan trọng như là một điểm quan trọng trên con đường từ Mediolanum đến Aquileia, nhưng sau đó dần bị lu mờ bởi thành phố Patavium gần đó. Nó là một trong số ít những thành phố La Mã còn xót lại với ba trong số những cây cầu bắc qua sông Bacchiglione và Retrone có từ thời La Mã và các vòm, cầu máng nước.
Sự suy giảm trong thời kỳ Đế quốc Tây La Mã, Herules, Vandal, Alaric của Visigoth, và Hung dẫn đến thành phố bị bỏ hoang nhưng sau đó đã phục hồi khi người Ostrogoth chinh phục vào năm 489 trước khi thuộc Đế quốc Đông La Mã. Vicenza là một thành phố quan trọng của Bologna và sau đó là một trung tâm của người Frank. Nhiều tu viện dòng Biển Đức từ thế kỷ 6 được xây dựng tại đây.
Năm 899, thành phố bị phá hủy bởi những kẻ Magyar.Năm 1001, Otto III đã trao lại chính quyền của thành phố cho giám mục, và nó đã có cơ hội phát triển để sau đó tách khỏi chính quyền giám mục. Thành phố tham gia tích cực vào Liên minh với Verona và chủ yếu là trong Liên minh Lombard (1164-1167) chống lại Hoàng đế Frederick I Barbarossa buộc Padova và Treviso tham gia, đứng đầu là Ezzelino III. Tuy nhiên khi hòa bình được lập lại, Vicenza vấp phải tranh chấp với Padova trong quá khứ, Bassano và các thành phố khác đã đổi mới, cùng với tranh chấp phe phái nội bộ giữa Vivaresi nhà Ghibellines và Maltraversi nhà Guelphs (Cuộc chiến Guelphs và Ghibellines).

## Kiến trúc
"Vicenza, Thành phố của Palladio" được UNESCO công nhận là Di sản thế giới vào năm 1994. Đến năm 1996, di sản này được mở rộng bao gồm thêm các công trình của Palladio nằm bên ngoài thành phố thuộc Veneto để trở thành Thành phố Vicenza và các biệt thự do Palladio thiết kế ở Veneto. 

### Các tác phẩm của Palladio
Vicenza là nơi có 23 tòa nhà được thiết kế bởi Palladio. Có thể kể đến một số công trình nổi bật nhất như:
- Villa Almerico Capra (còn được gọi là "La Rotonda") là một dinh thự nằm ngay ngoại ô thành phố
- Vương cung thánh đường Palladio, nằm ở trung tâm quảng trường Piazza dei Signori.
- Teatro Olimpico (Nhà hát Olympic) là công trình được thiết kế dành cho Học viện Olympic ở Vicenza nhưng nó được xây dựng vào năm 1580, khi Palladio đã qua đời. Cấu trúc gỗ là của Vincenzo Scamozzi.
- Cung điện Chiericati
- Cung điện Barbaran da Porto
- Cung điện Capitaniato
- Cung điện Porto
- Cung điện Porto tại Quảng trường Castello
- Cung điện Thiene Bonin Longare
- Cung điện Thiene
- Dinh thự Gazzotti Grimani

Di tích nổi bật của Vicenza
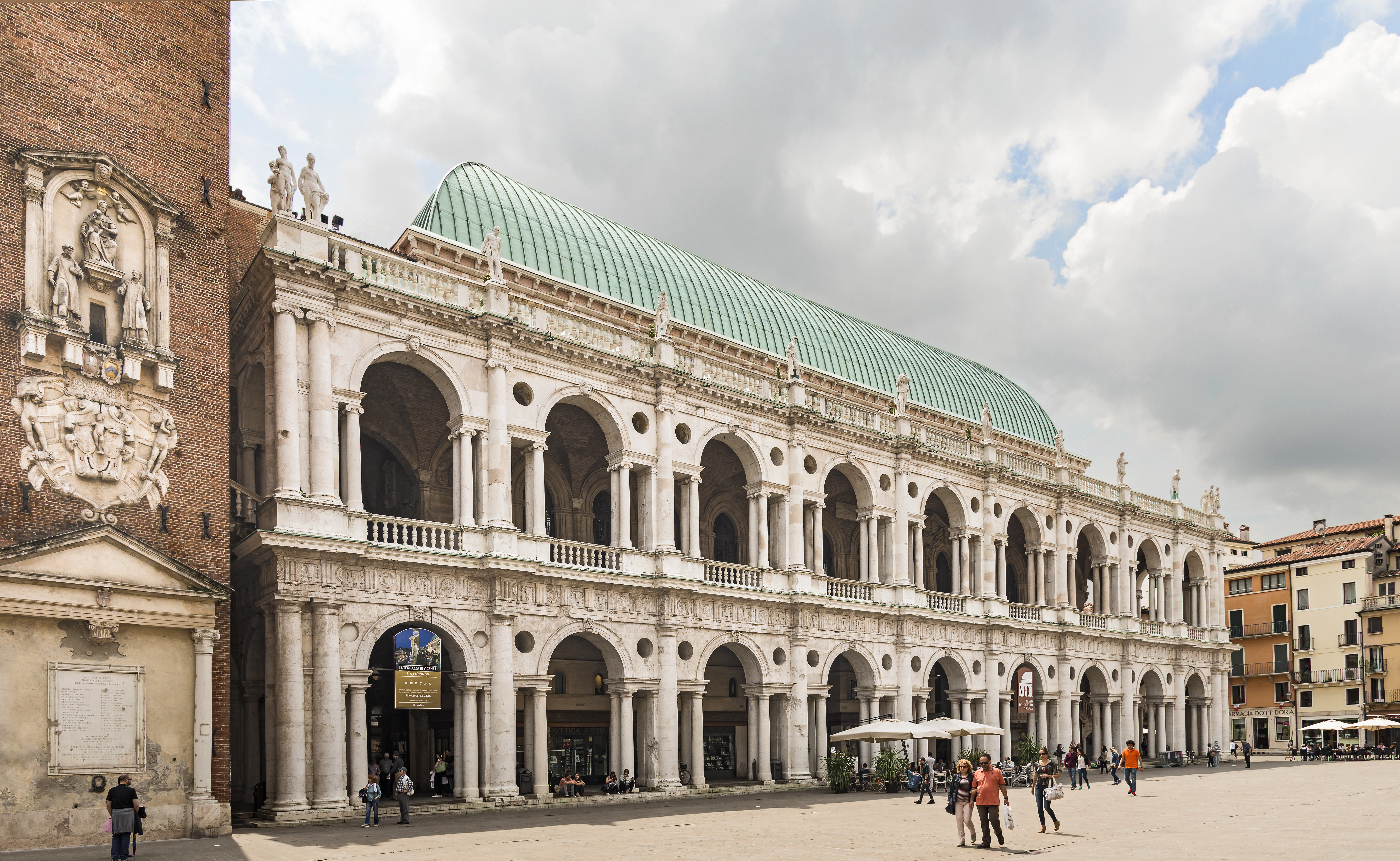
Basilica Palladiana
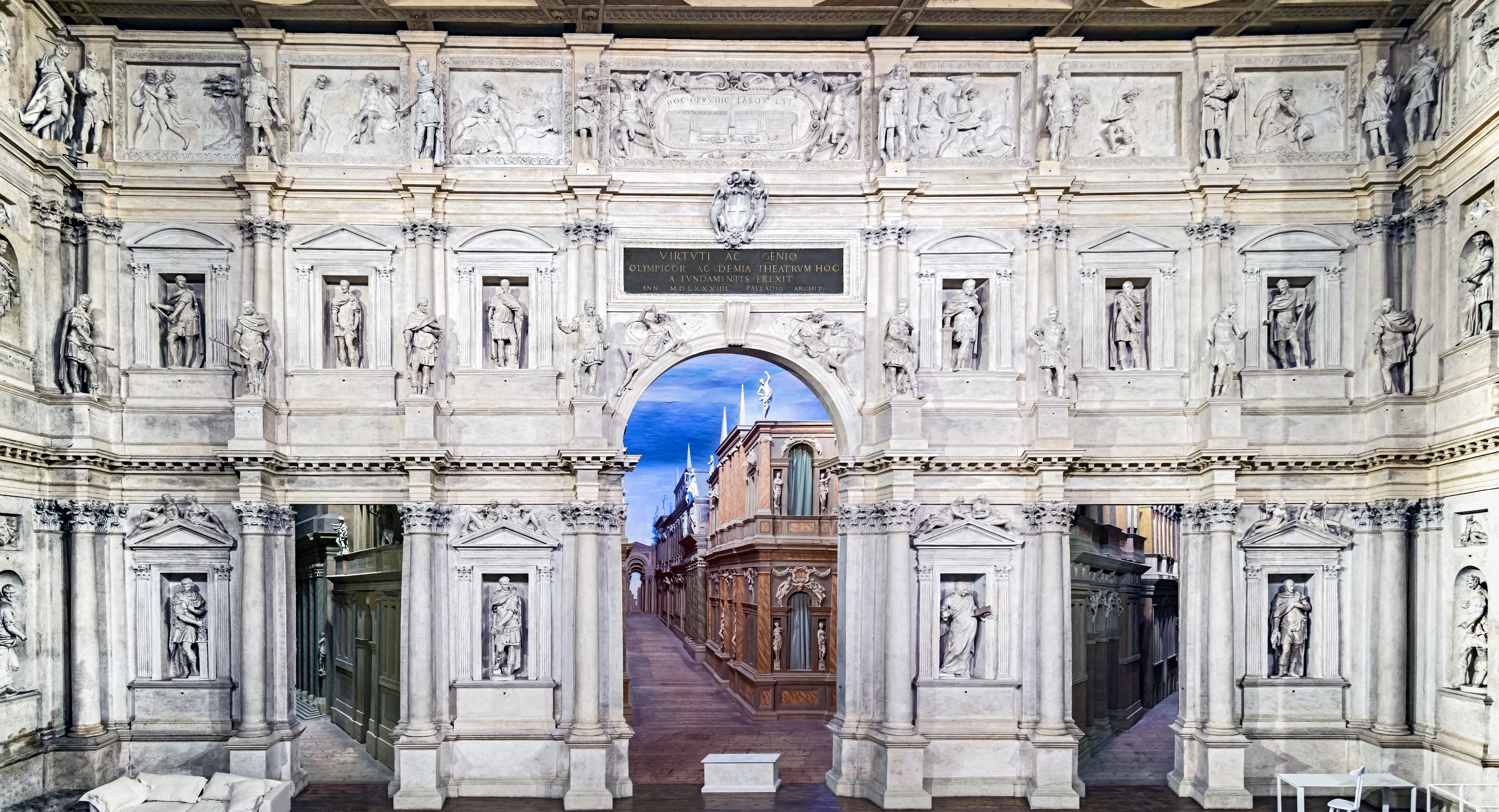
Teatro Olimpico
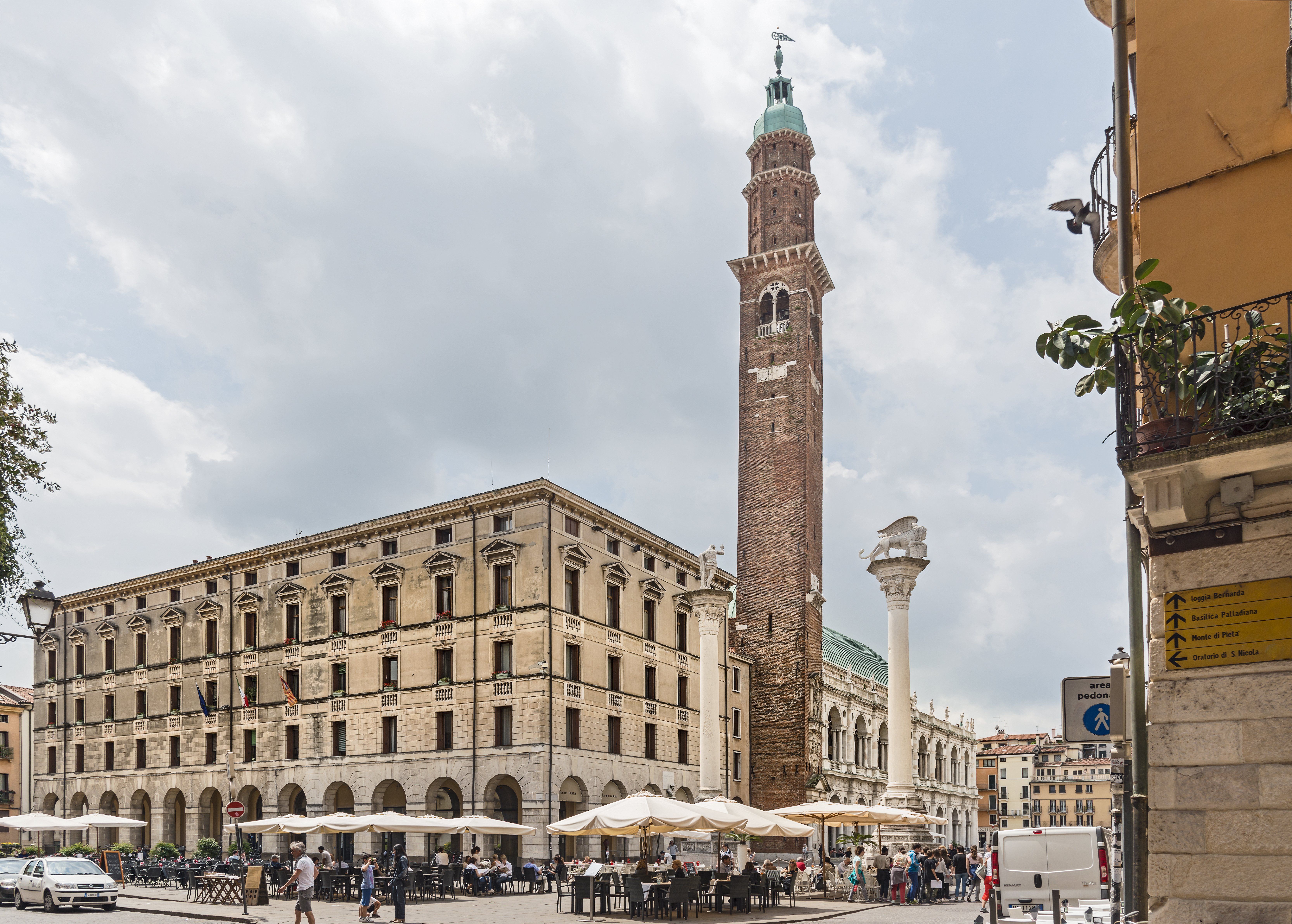
Piazza dei Signori - Torre Bissara - Piazza della Biade.
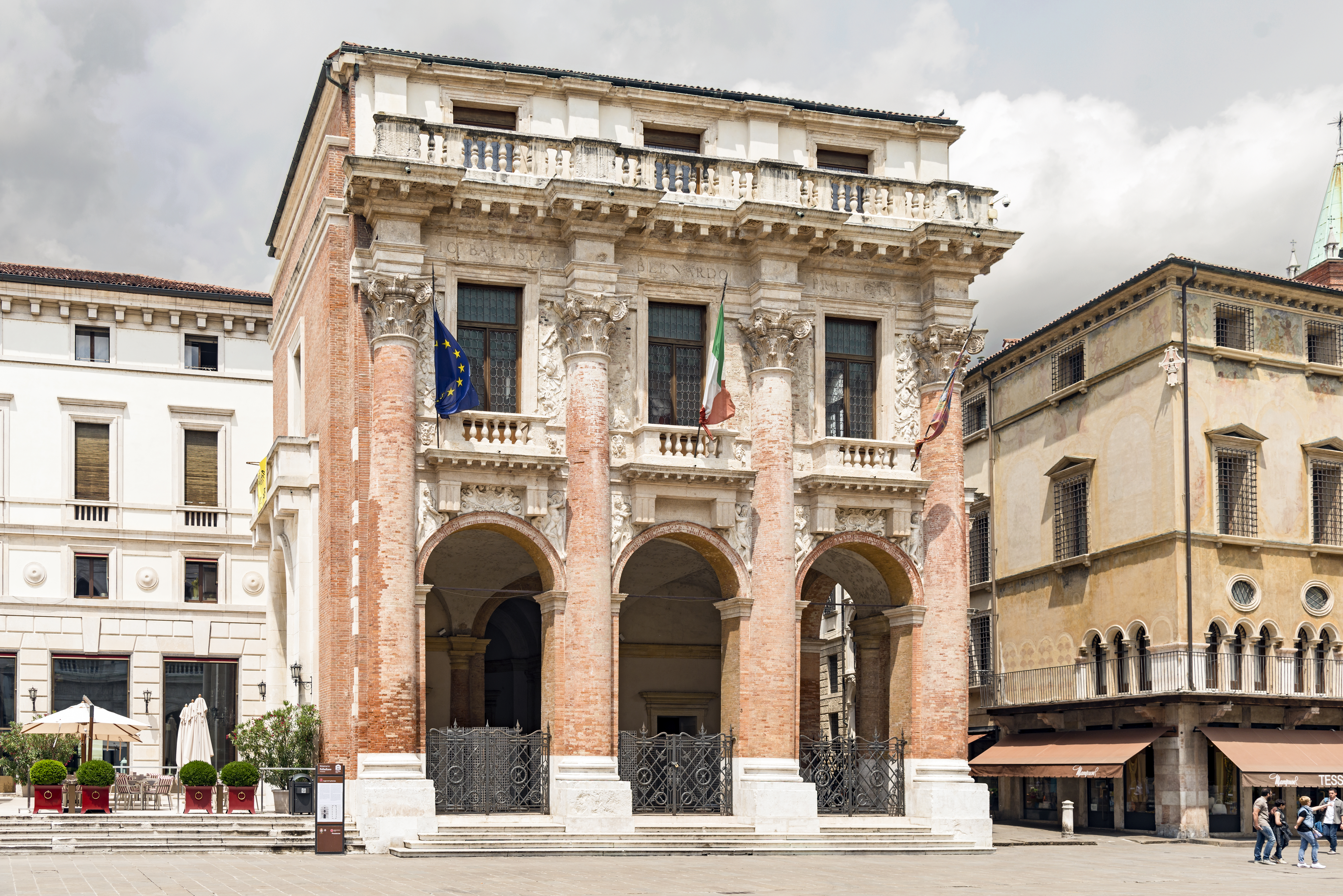
Loggia del Capitanio.
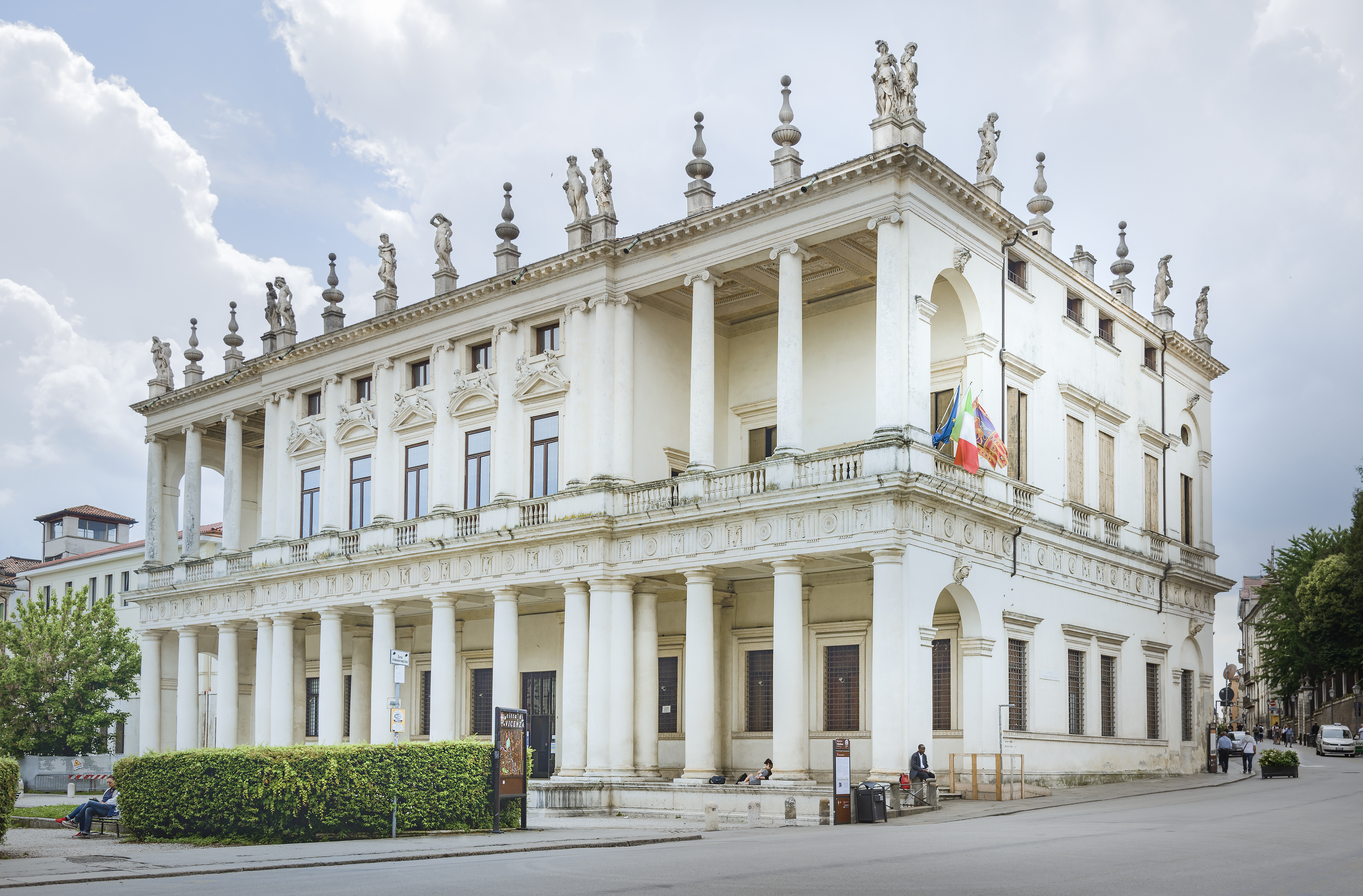
Palazzo Chiericati
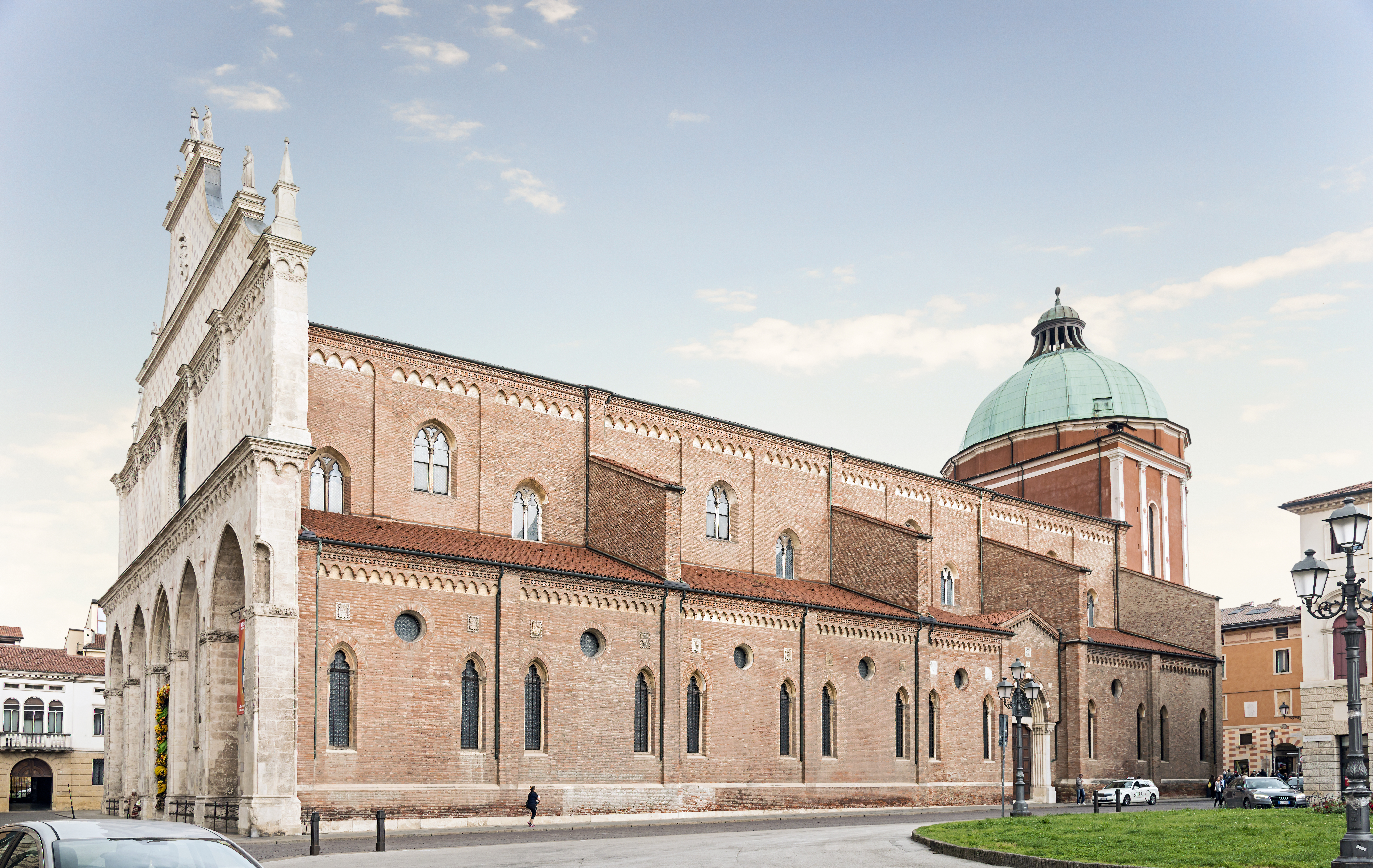
Nhà thờ Vicenza
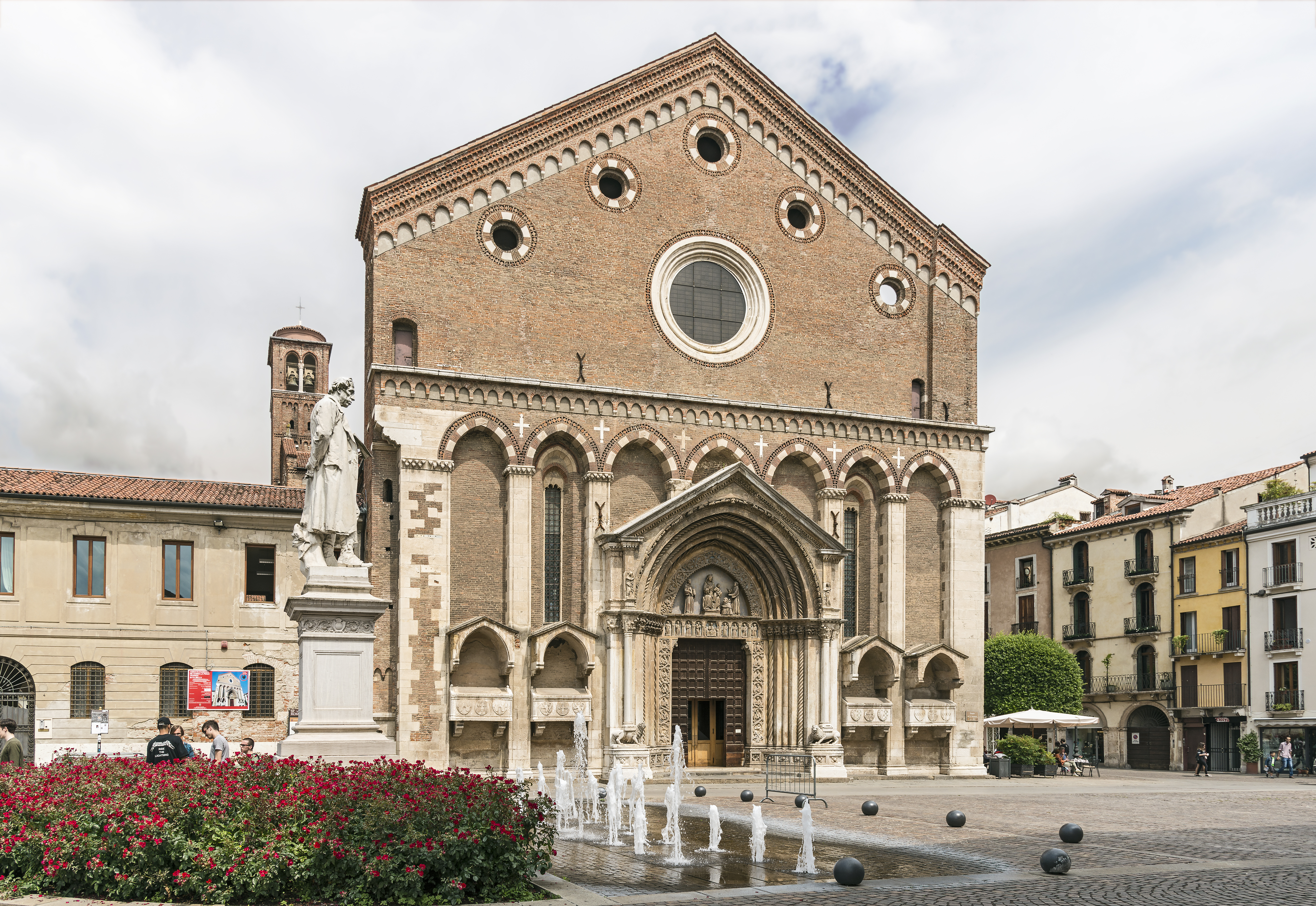
Chiesa di San Lorenzo
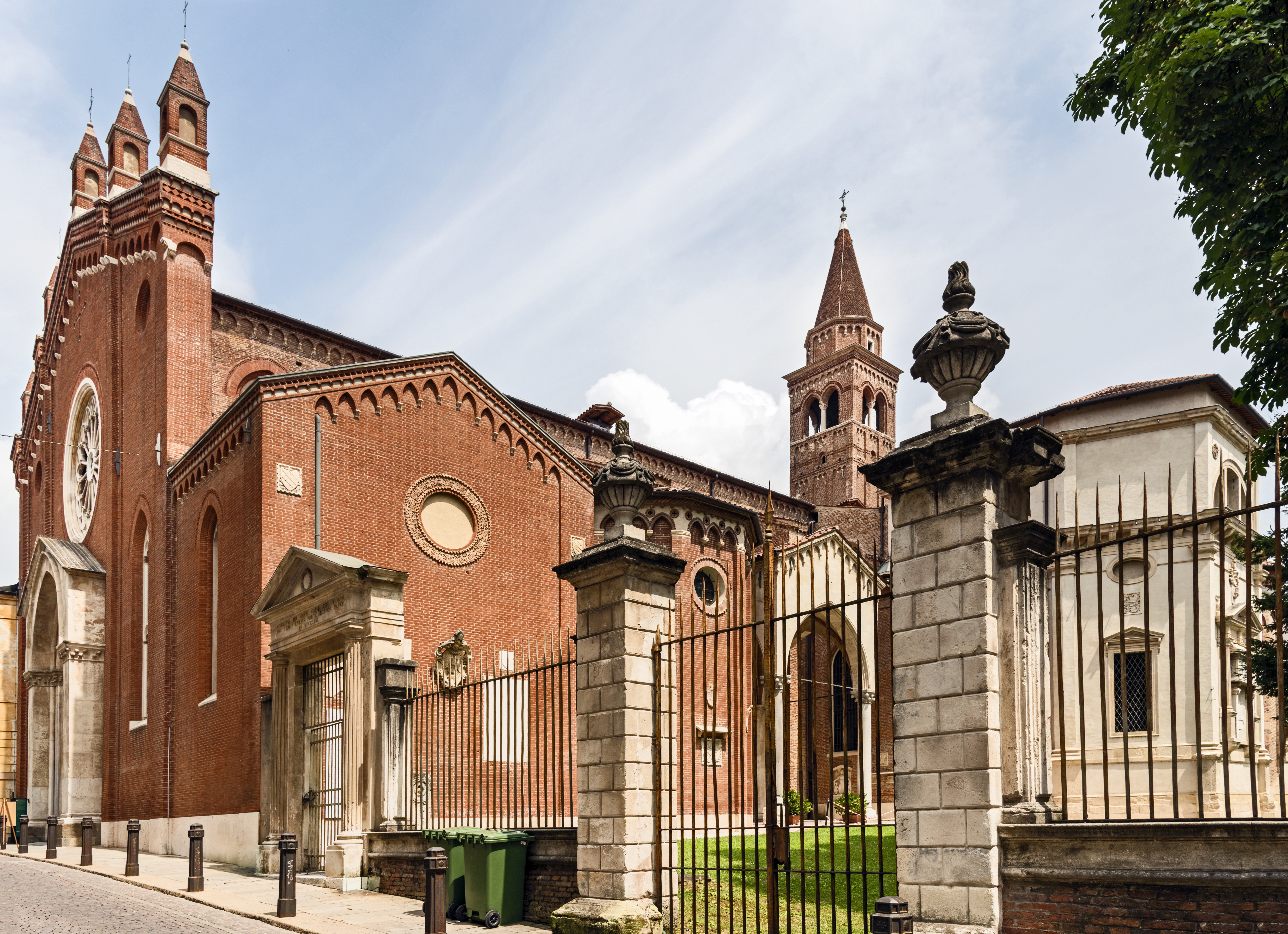
Santa Corona
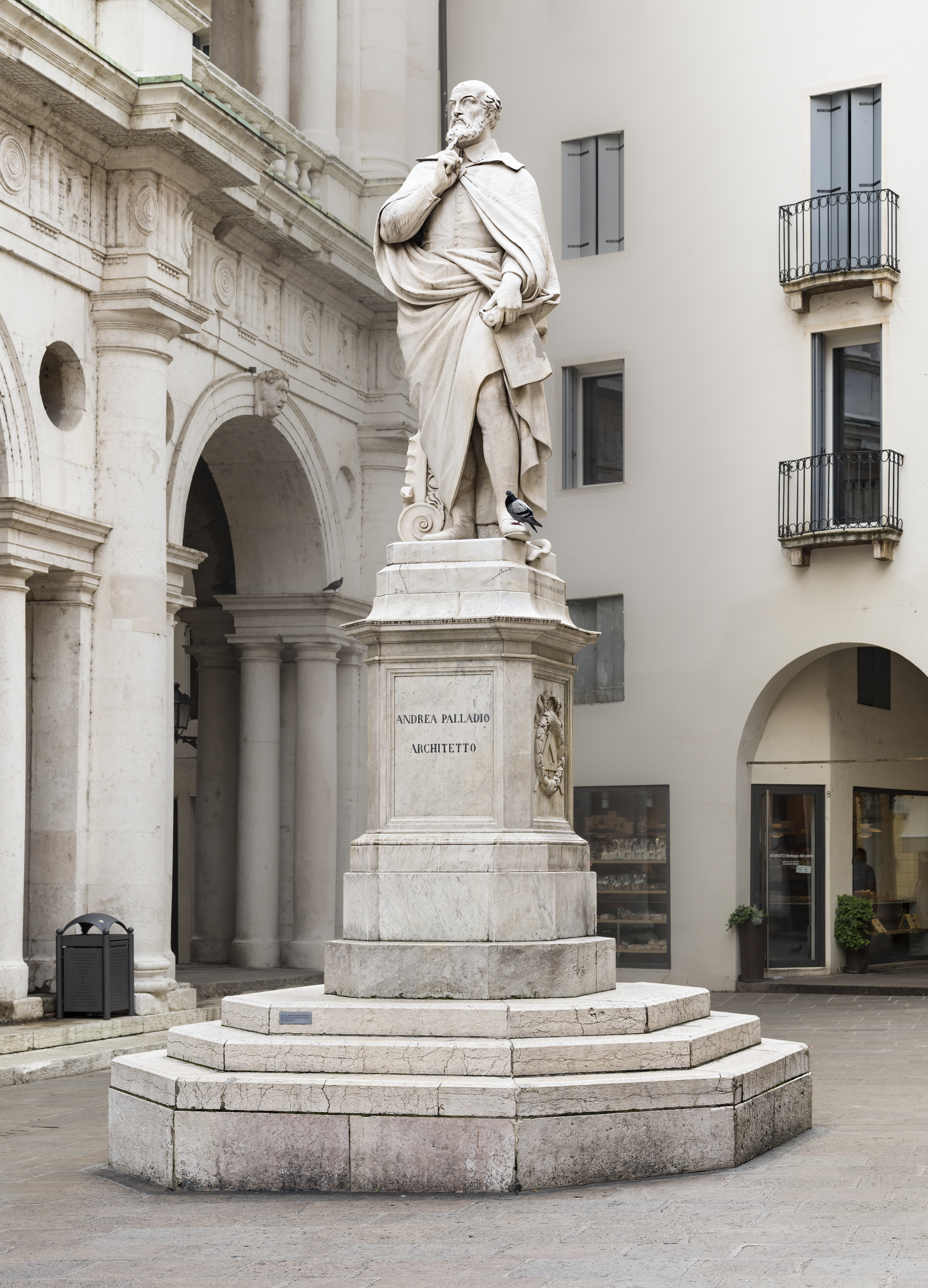
Đài tưởng niệm Andrea Palladio

### Địa điểm khác
- Nhà thờ chính tòa Vicenza: có niên đại từ đầu thế kỷ 11, là nơi sở hữu một số bức tranh và điêu khắc, gần như tất cả chúng của các nghệ sĩ người Vicenza; mái vòm và cửa phía bắc được thiết kế bởi kiến trúc sư Andrea Palladio.
- Vương cung thánh đường Thánh Maria của Monte Berico là một nhà thờ mang hai phong cách kiến trúc Gothic và Baroque muộn. Tu viện liền kề là nơi lữu giữ bức tranh Bữa ăn tối của Thánh Grêgôriô vĩ đại của danh họa Paolo Veronese. Tháp chuông được xây dựng năm 1826 là tác phẩm của Antonio Piovene. Vương cung thánh đường tưởng niệm hai lần Đức Mẹ đến với Vincenza Pasini sống ở một ngôi làng và giúp thành phố thoát khỏi một bệnh dịch khủng khiếp.
- Vương cung thánh đường Santi Felice và Fortunato là một công trình được xây dựng thế kỷ 4 trong một nghĩa trang La Mã sau đó được mở rộng vào thế kỷ thứ 5 để lưu giữ các thánh tích của của hai tử đạo Felice và Fortunato
- Nhà thờ Santa Corona, một trong những nhà thờ lâu đời nhất thành phố có niên đại thế kỷ 13.